# 外国公文書の認証を不要とする条約
外国公文書の認証を不要とする条約（英: Convention Abolishing the Requirement of Legalisation for Foreign Public Documents、仏: Convention Supprimant l'Exigence de la Légalisation des Actes Publics Étrangers）は、外国公文書に関する認証（legalisation）を要求する制度の廃止を定める多国間条約である。全15条。

## 沿革
外国の政府や地方自治体が発行した文書（外国公文書）を国内の民事上の手続に使用する場合、多くの国では当該文書が真正に成立したことを外交官等が証明することを要求していた。たとえば、日本の市役所が発行した公文書を使用する場合、日本国内であれば市長の公印が押されているのでそのまま使用できる一方、フランスの自治体に提出するためには、この文書が間違いなく市役所の発行したものであることを外務省で証明し、それに基づいて駐日フランス領事から証明を受けるという手続を踏む必要があった。この手続を認証（legalisation）と呼ぶが、煩雑であり時間を要するので、認証を不要とすることが望まれていた。
本条約はこのような認証手続を不要とし、領事による認証に代えて発行国政府の作成する一定様式の証明書であるアポスティーユ（Apostille）の付与のみで足りることとした。
本条約はハーグ国際私法会議における審議の結果、1961年に採択され、イギリス・フランス・ユーゴスラビアの批准書寄託により、1965年に発効した。日本は1970年に批准し、同年1970年7月27日に発効した。日本はもともと外国公文書の認証を要求していなかったが、これにより他の当事国において日本の公文書を使用するのが簡易となった。
1990年代以降本条約に加入する国が相次いでいるため、アポスティーユのみで足りる地域が拡大している。2024年5月24日現在の当事国・地域数は127か国・地域である。

## 構成
- 第1条 - 適用範囲
- 第2条 - 領事認証の免除
- 第3条-第8条 - アポスティーユの発行・効力および関連手続
- 第9条 - 努力義務
- 第10条-第15条 - 署名・批准・発効等
- 附属書 - アポスティーユの様式